# Tetris
Tetris (tiếng Nga: Тетрис) là một trò chơi điện tử giải đố được thiết kế vào năm 1985 bởi kỹ sư phần mềm người Liên Xô Alexey Pajitnov. Mục tiêu của trò chơi là xếp các viên gạch hình tetromino (gồm bốn hình vuông nhỏ ghép vào nhau) để lấp đầy hàng ngang trên bảng xếp hình và biến mất, qua đó ghi điểm và ngăn không cho chồng gạch cao quá màn hình. Hơn 200 phiên bản của trò chơi Tetris đã được phát hành trên hơn 65 nền tảng bởi nhiều công ty khác nhau; thường các phiên bản này có một số cơ chế khác nhau, tuy nhiên cũng có một số các cơ chế này đã trở thành cơ chế chung giữa các phiên bản. Tính đến nay, Tetris là series trò chơi điện tử bán chạy thứ hai mọi thời đại với hơn 520 triệu bản được bán ra, trong đó phần lớn là các phiên bản trên thiết bị di động.
Vào thập niên 1980, Pajitnov tạo ra Tetris trên máy Electronika 60 khi đang làm việc tại Trung tâm Điện toán Dorodnitsyn thuộc Viện Hàn lâm Khoa học Liên Xô; sau đó ông cùng với đồng nghiệp Dmitry Pavlovsky and Vadim Gerasimo đưa trò chơi đến với nền tảng IBM PC. Sau một thời gian được phân phát miễn phí trên đĩa mềm trong thành phố Moskva, trò chơi lan rộng đến vùng Đông Âu. Robert Stein, nhà sáng lập công ty Andromeda Software, đã bán quyền phát hành trò chơi tại Vương quốc Anh cho Mirrorsoft và tại Hoa Kỳ cho Spectrum HoloByte. Vào năm 1988, cả hai công ty đều phát hành trò chơi và đều gặt hái được thành công về mặt thương mại; các công ty này cũng  bán bản quyền cho các công ty khác, trong đó bao gồm công ty Bullet-Proof Software của Henk Rogers. Henk Rogers đã đàm phán với tổ chức Elektronorgtechnica (Elorg), một tổ chức nhà nước chịu trách nhiệm quản lý cấp phép phần mềm của Liên Xô, để mua quyền phát hành Tetris trên dòng máy Game Boy và Nintendo Entertainment System (NES) của Nintendo; cả hai phiên bản này được phát hành vào năm 1989. Phiên bản trên dòng máy Game Boy của Tetris đã bán được 35 triệu bản, trở thành phiên bản Tetris bán chạy nhất và một trong những trò chơi điện tử bán chạy nhất mọi thời đại; sự thành công của phiên bản này đã đẩy mạnh danh tiếng của cả trò chơi lẫn dòng máy Game Boy. Pajitnov và Rogers cùng thành lập công ty The Tetris Company để quản lý việc cấp phép phát hành vào năm 1996 khi quyền sở hữu Tetris về lại với Pajitnov.
Tetris được coi là một trong những trò chơi điện tử vĩ đại và có ảnh hưởng lớn nhất mọi thời đại, và là một trong những trò chơi đầu tiên được xếp vào Đại sảnh danh vọng Trò chơi điện tử Thế giới vào năm 2015. Tetris là một trong những trò chơi phổ thông đầu tiên và có tầm ảnh hưởng lớn đối với thể loại trò chơi giải đố và văn hóa đại chúng; các yếu tố đến từ Tetris đã được thể hiện thông qua nhiều phương tiện, ví dụ như kiến trúc và nghệ thuật. Tetris cũng là đối tượng nghiên cứu của nhiều công trình học thuật, trong đó bao gồm nghiên cứu về tiềm năng của việc sử dụng trò chơi trong liệu pháp can thiệp tâm lý. Tetris cũng có cộng đồng thi đấu chuyên nghiệp, đặc biệt là cộng đồng xoay quanh phiên bản NES; giải Vô địch Thế giới Tetris Cổ điển được tổ chức thường niên và thu hút lượng lớn thí sinh, trong đó có nhiều người chơi ở độ tuổi vị thành niên. Vào năm 2023, một bộ phim điện ảnh dựa trên các sự kiện liên quan đến lịch sử phát triển của Tetris được phát hành.

## Tổng quan và cách chơi

Ví dụ một màn chơi Tetris.

Các yếu tố chung của Tetris được giữ đồng nhất giữa các phiên bản trong suốt bề dày thời gian tồn tại của trò chơi này. Màn hình chơi chính bao gồm một khung hình chữ nhật và các viên gạch hình tetromino (gồm bốn hình vuông nhỏ ghép lại với nhau) bắt đầu rơi xuống từ phía bên trên. Khi cấc viên gạch đang rơi, người chơi có thể dịch chuyển các viên gạch theo chiều ngang và xoay các viên gạch cho đến khi viên gạch chạm đáy khung chữ nhật lớn hoặc chạm vào một viên gạch khác. Mục tiêu của trò chơi là xếp các viên gạch để tạo các hàng ngang lấp đầy khung chữ nhật lớn; khi người chơi tạo được một hàng ngang hoàn chỉnh, hàng ngang này sẽ biến mất và các viên gạch phía trên được dịch xuống một hàng. Người chơi càng xóa được nhiều hàng ngang thì tốc độ các viên gạch rơi xuống càng nhanh; trò chơi kết thúc khi các viên gạch hiện đang ở trong khung chặn không cho phép các viên gạch mới xuất hiện. Một số cơ chế khác thường thấy trong các phiên bản Tetris là cơ chế cho phép người chơi tăng tốc độ rơi của viên gạch (soft drop), ngay lập tức thả rơi viên gạch xuống đáy (hard drop), hoặc giữ lại một viên gạch để dùng sau.
Mục tiêu chính của Tetris là ghi càng nhiều điểm càng tốt bằng cách xóa hàng ngang. Hệ thống ghi điểm của Tetris hầu hết được giữ đồng nhất giữa các phiên bản kể từ phiên bản cho máy Nintendo DS (phát hành năm 2006), tuy nhiên vẫn có một số ngoại lệ. Số điểm người chơi ghi được càng ngày càng tăng cao theo tốc độ rơi của các viên gạch; càng xóa được nhiều hàng cùng một lúc thì số điểm ghi được càng cao, trong đó số hàng xóa được nhiều nhất một lúc là bốn hàng, bằng cách sử dụng viên gạch hình chữ I (còn được gọi là "Tetris"). Người chơi cũng có thể ghi điểm bằng cách sử dụng cơ chế soft drop hoặc hard drop. Một số kĩ thuật nâng cao thường được sử dụng trong thi đấu là T-spin (xoay viên gạch chữ T để khớp vào khe hở bị chặn), xóa trống toàn bộ khung chữ nhật sau khi ghi điểm (perfect clear), và ghi điểm nhiều lần liên tiếp (combo).

## Lịch sử

### Ý tưởng và thiết kế ban đầu (1984-1985)

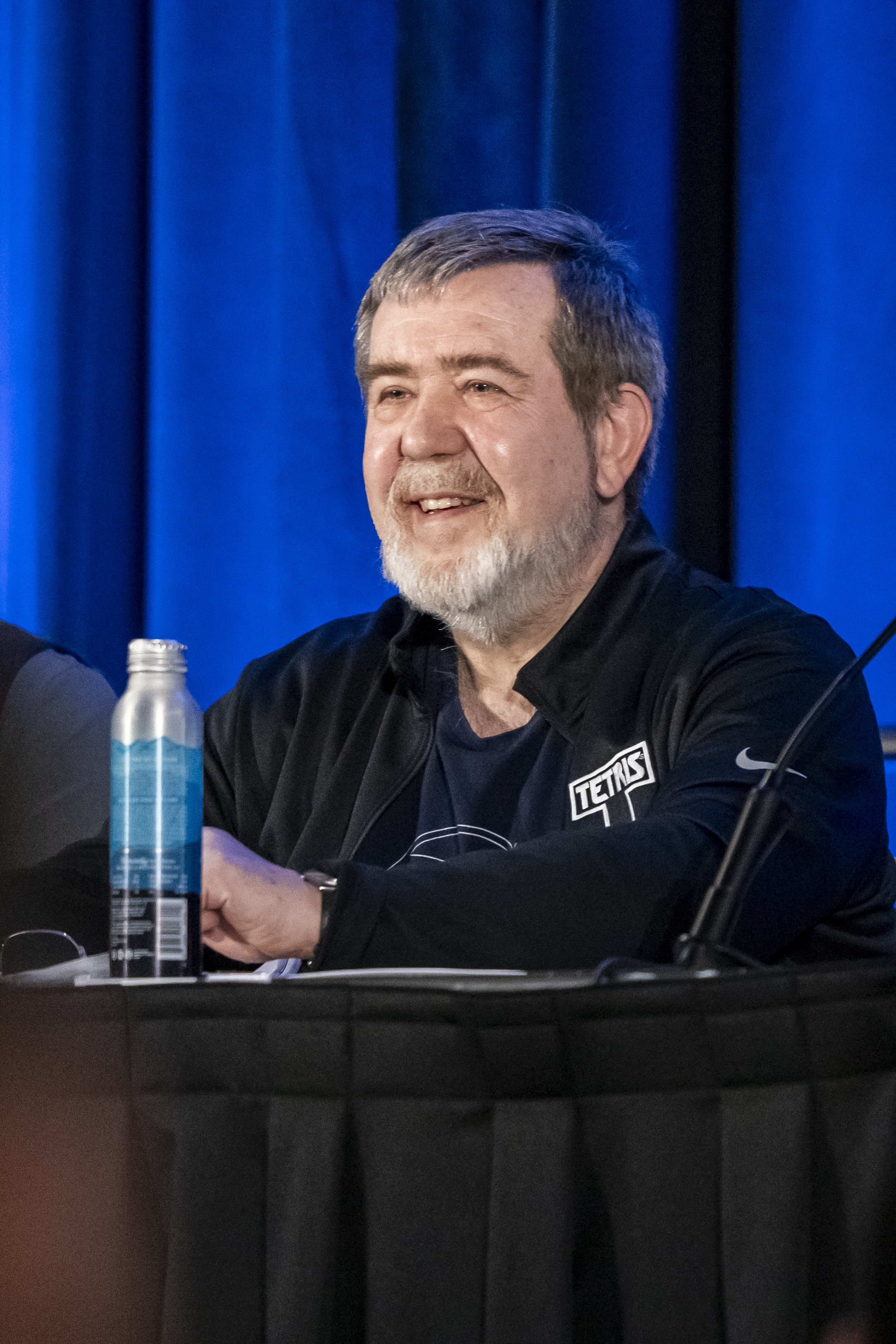
Alexey Pajitnov, cha đẻ của Tetris. (ảnh chụp 2024)

Alexey Pajitnov làm việc tại Trung tâm Điện toán Dorodnitsyn thuộc Viện Hàn lâm Khoa học Liên Xô với vai trò là nhà nghiên cứu về kỹ thuật nhận dạng tiếng nói và trí tuệ nhân tạo. Trước khi tạo ra Tetris, Pajitnov có lập trình một số trò chơi giải đố trên chiếc máy tính Elektronika 60 của viện; vào thời điểm đó, chiếc máy tính sao chép lại dòng máy PDP-11 của DEC này đã trở nên lỗi thời. Vào tháng 6 năm 1984, sau khi Pajitnov mày mò với một bộ xếp hình có các viên gạch hình pentomino (gồm năm hình vuông nhỏ ghép lại với nhau) trong văn phòng, ông bắt đầu nhen nhóm ý tưởng đưa trò chơi này lên máy tính.
Pajitnov viết phiên bản Tetris đầu tiên cho hệ điều hành RT-11 trên máy Elektronika 60 bằng ngôn ngữ lập trình Pascal. Vì dòng máy này không có giao diện đồ họa, ông vẽ nên khung chữ nhật lớn và các viên gạch bằng dấu cách và các dấu ngoặc. Nhận thấy các viên gạch hình pentomino sẽ làm trò chơi quá phức tạp vì có đến mười hai hình dạng khác nhau, ông thiết kế lại các viên gạch thành dạng tetromino, qua đó giảm số hình dạng viên gạch xuống còn bảy. Sau đó, ông bắt đầu lập trình thêm những cơ chế cơ bản, bao gồm cơ chế xoay viên gạch và xóa đi những hàng ngang đã hoàn chỉnh. Cái tên Tetris bắt nguồn từ tiền tố "tetra" (bốn) và tennis, vốn là môn thể thao mà Pajitnov yêu thích. Phiên bản Tetris đầu tiên được hoàn thiện vào khoảng năm 1985. Ông giới thiệu trò chơi này với các đồng nghiệp của mình, và họ nhanh chóng bị cuốn vào trò chơi. Chỉ trong vòng vài tuần sau, Tetris xuất hiện tại mọi văn phòng của Viện hàn lâm, và sau đó là bất kì viện nào có máy tính ở Moskva. Một người bạn của Pajitnov, Vladimir Pokhilko, đem Tetris đến Viện Y tế Moskva và cài đặt vào máy tính ở Viện, để rồi lại phải xóa trò chơi đi bởi mọi người đều ngừng làm việc để chơi Tetris.

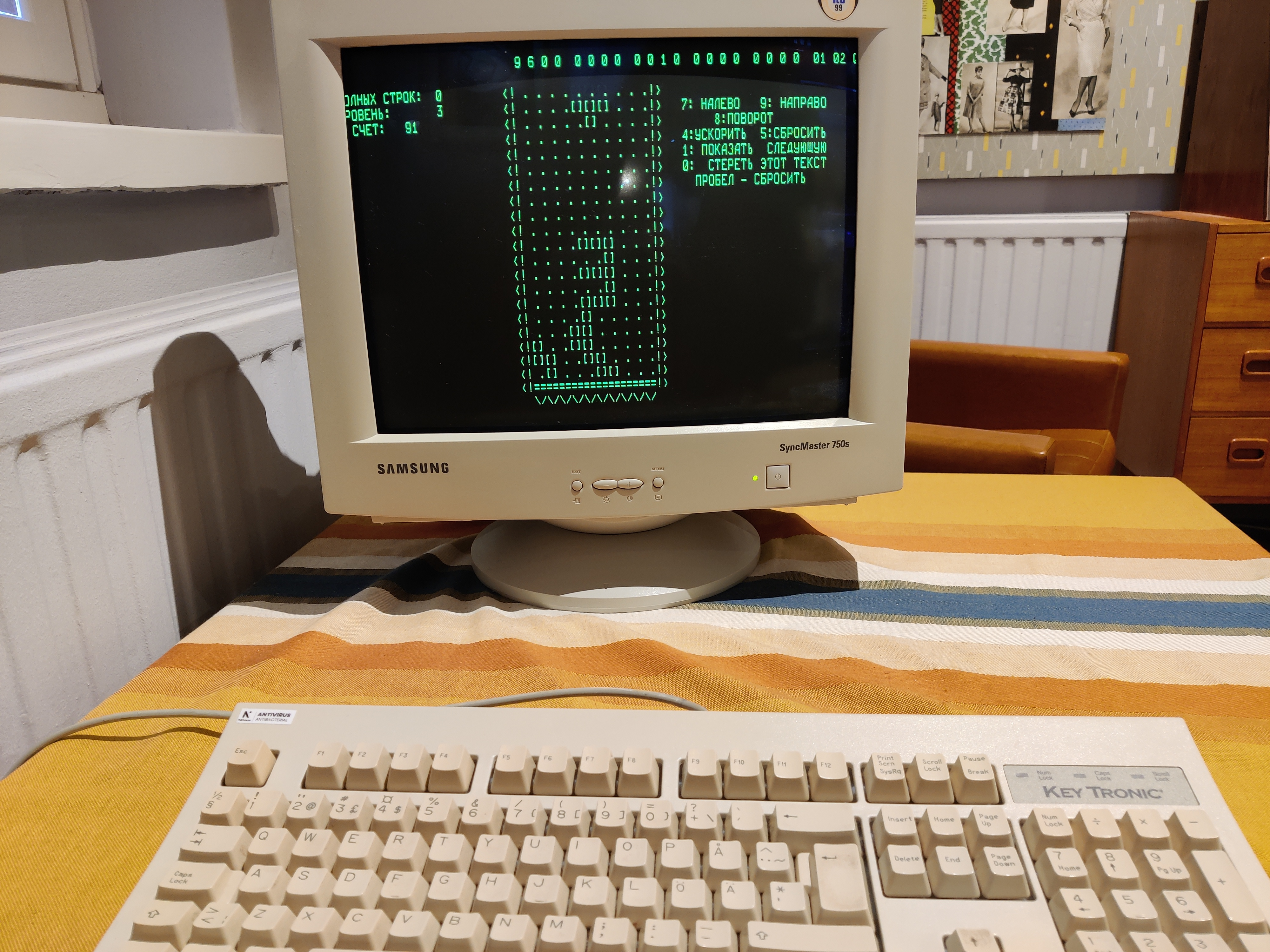
Phiên bản đầu tiên của Tetris.

Pajitnov muốn đưa Tetris vào dòng máy IBM PC vì dòng máy này có màn hình hiển thị chất lượng cao hơn Elektronika 60. Pajitnov, cùng với hai người là đồng nghiệp Dmitry Pavlovsky và Vadim Gerasimov - một thực tập sinh 16 tuổi được coi là thần đồng máy tính, đã nhập Tetris lên máy IBM PC trong vòng hai tháng bằng ngôn ngữ Turbo Pascal; Gerasimov chịu trách nhiệm tạo giao diện màu cho trò chơi, còn Pavlovsky tạo nên cơ chế bảng tính điểm. Phiên bản này được phân phát trong khuôn khổ Trung tâm Điện toán Dorodnitsyn bằng dạng đĩa mềm; không lâu sau đó, trò chơi lan rộng đến toàn thành phố Moskva. Vào khoảng thời gian này, Pajitnov cũng bắt đầu để ý đến những lời mà người khác thuật lại về tầm lan rộng của Tetris. Tetris đạt giải nhì tại một cuộc thi trò chơi điện tử tại Zelenodolsk vào tháng 11 năm 1985; đến năm 1986, gần như tất cả những ai có máy tính IBM tại Moskva và nhiều thành phố lớn khác đều đã chơi Tetris ít nhất một lần.

### Vượt qua lãnh thổ Liên Xô (1985-1988)
Luật pháp của Liên Xô vào thời điểm này không bảo vệ quyền sở hữu trí tuệ; tổ chức nhà nước Elektronorgtechnica (Elorg) nắm độc quyền xuất khẩu và nhập khẩu phần mềm. Vốn thiếu hiểu biết về kinh doanh, Pajitnov nhờ sự giúp đỡ của cố vấn Victor Brjabrin, một người hiểu rõ hơn về thế giới bên ngoài Liên Xô, với mong muốn phát hành Tetris rộng rãi hơn. Pajitnov đề nghị chuyển giao quyền sở hữu của trò chơi sang cho Viện Khoa học; qua đó, ông nhận được một khoản thù lao không bắt buộc từ Brjabin, một điều làm ông cảm thấy hài lòng. Năm 1986, Brjabin gửi một bản sao của Tetris đến cho nhà phát hành trò chơi Novotrade tại Hungary, và không lâu sau đó các bản sao trên đĩa mềm đã bắt đầu lan rộng đến toàn Hungary. Robert Stein, một doanh nhân phần mềm thuộc hãng Andromeda Software tại London, đã nhận ra tiềm năng thương mại của Tetris trong một chuyến đi tới Hungary vào tháng 6 năm 1986. Sau khi nhận lại được lời hồi âm có phần thờ ơ của Viện Khoa học, Stein trực tiếp liên lạc với Pajitnov và Brjabin thông qua máy fax để mua lại quyền cấp phép. Hai nhà nghiên cứu từ Liên Xô gửi lại thông điệp fax bày tỏ mong muốn đi đến thỏa thuận với Stein, tuy nhiên họ không nhận ra rằng thông điệp này của họ có thể được coi là hợp đồng có giá trị pháp lý tại phương Tây. Từ đó, Stein bắt đầu tiếp cận các công ty khác để bắt đầu sản xuất Tetris.
Stein tiếp cận các nhà phát hành tại Hội chợ Điện tử Tiêu dùng 1987 tại Las Vegas và kí kết được hai thỏa thuận: Stein bán quyền phát hành tại châu Âu cho Mirrorsoft và quyền phát hành tại Hoa Kỳ cho công ty chị em của Mirrorsoft là Spectrum HoloByte. Spectrum HoloByte quyết định mua bản quyền sau khi chủ tịch công ty là Phil Adam đến thăm văn phòng Mirrorsoft; tại đây, ông Adam đã chơi Tetris liên tục hai giờ đồng hồ. Vào thời điểm đó, Stein vẫn chưa kí kết hợp đồng với Liên Xô; tuy vậy, ông vẫn bán quyền phát hành cho hai công ty với mức giá 3.000 bảng Anh và mức hoa hồng 7,5-15% trên mỗi bản bán ra. Trước khi chính thức phát hành Tetris tại thị trường Hoa Kỳ, CEO Spectrum HoloByte Gilman Louie đã yêu cầu đại tu lại đồ họa và âm nhạc của trò chơi; trong phiên bản này, chủ đề Liên Xô được giữ nguyên, với các màn chơi được trang trí bằng tranh vẽ các công viên và tòa nhà tại Nga, cùng với các giai điệu âm nhạc gắn liền với văn hóa Nga thời điểm đó. Mục tiêu của công ty là thúc đẩy cho người dùng muốn mua một sản phẩm xuất xứ từ Nga; bao bì của trò chơi có màu đỏ chủ đạo với chữ Kirin, một lựa chọn được coi là độc đáo ở phương Tây.
Tetris được phát hành lần đầu tại phương Tây trên dòng máy IBM PC, và được phát hành trên các nền tảng khác trong vòng một vài tuần sau đó. Phiên bản Mirrorsoft được phát hành tại châu Âu vào ngày 27 tháng 1 năm 1988, còn phiên bản Spectrum HoloByte được phát hành vào ngày 29 tháng 1 năm 1988. Mirrorsoft nhập Tetris lên các dòng máy Amiga, Atari ST và Commodore 64 bằng cách viết lại mã của phiên bản gốc dành cho IBM PC. Mirrorsoft bán ra hàng chục nghìn bản trong vòng hai tháng và Spectrum HoloByte bán ra hơn 100.000 bản trong vòng một năm nhờ tiếp thị truyền miệng và các bài đánh giá tích cực. Theo Spectrum HoloByte, độ tuổi trung bình của người chơi Tetris là khoảng từ 25 đến 45 tuổi, và thường là quản lí hoặc kĩ sư. Tetris thắng giải Best Entertainment Software, Best Original Game, Best Strategy Program, và Best Consumer Software tại lễ trao giải Excellence in Software Awards của Hiệp hội Nhà phát hành Phần mềm vào tháng 3 năm 1988.
Giấy tờ duy nhất chứng thực phí bản quyền phát hành là tin nhắn fax từ Pajitnov và Brjabrin, có nghĩa là Stein đã bán quyền phát hành của một trò chơi mà ông chưa có quyền sở hữu. Stein liên lạc với Pajitnov và yêu cầu kí hợp đồng chứng thực quyền sở hữu. Stein bắt đầu đàm phán qua fax và đưa ra đề nghị trả 75% doanh thu; Elorg không hài lòng với đề xuất này và đề nghị nâng lên 80%. Sau khi đi lại nhiều lần đến Moscow để thảo luận với đại diện của Elorg, ông cuối cùng cũng đi đến thỏa thuận với Elorg vào ngày 24 tháng 2 năm 1988. Vào ngày 10 tháng 5 cùng năm, Stein kí hợp đồng nhận quyền phát hành Tetris trên toàn thế giới trên các hệ thống máy tính hiện hành và trong tương lai với thời hạn mười năm. Pajitnov và Brjabrin đều không hề hay biết rằng trò chơi đã đang được bày bán; cả hai cũng không biết gì về việc Stein cho rằng mình có quyền phát hành trước khi kí kết thỏa thuận. Mặc dù không được hưởng tiền hoa hồng, Pajitnov nói rằng "việc nhiều người yêu thích trò chơi của tôi đến vậy là đã đủ để tôi vui rồi".

### Cuộc chiến pháp lý (1988-1989)

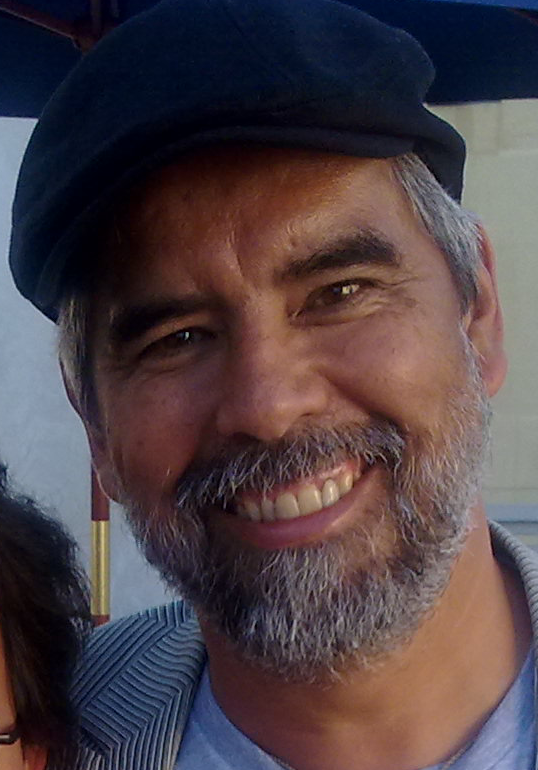
Henk Rogers, người đại diện Nintendo đàm phán với Elorg để mua quyền phát hành Tetris.

Sau khi đã phát hành phiên bản Tetris trên máy tính cá nhân của mình, Spectrum HoloByte và Mirrorsoft bắt đầu bán quyền phát hành trò chơi cho các công ty khác. Năm 1988, Spetrum HoloByte bán quyền phát hành các trò chơi trên máy tính của công ty này tại Nhật Bản cho công ty Bullet-Proof Software của Henk Rogers, vào thời điểm ông đang tìm kiếm các trò chơi mới để phát hành tại thị trường Nhật Bản. Mirrorsoft bán quyền phát hành Tetris trên các dòng máy arcade cho Tengen, một công ty con của Atari Games; công ty này sau đó bán quyền xuất bản trên máy arcade tại Nhật Bản cho Sega và quyền xuất bản trên dòng máy console cho Bullet-Proof Software. Bullet-Proof Software phát hành Tetris cho nhiều dòng máy tính cá nhân tại Nhật Bản, bao gồm MSX2, PC-88 và X68000, cùng với một phiên bản dành cho dòng máy console Family Computer (Famicom) của Nintendo. Tetris gặt hái được thành công thương mại trên phạm vi toàn cầu; tại Nhật Bản đã có hơn hai triệu bản cho máy Famicom được bán ra. Elorg hoàn toàn không có thông tin gì về những thỏa thuận mua bán bản quyền mà Stein đã thảo ra và không nhận được tiền hoa hồng.
Sự đơn giản của Tetris và thành công mà trò chơi này gặt hái được trên dòng máy Famicom đã thu hút sự chú ý của Nintendo; công ty này có dự định tạo một phiên bản dành cho dòng máy Game Boy, dòng máy chơi trò chơi cầm tay đầu tiên của Nintendo. Rogers, vốn thân thiết với chủ tịch Nintendo Hiroshi Yamauchi, bắt đầu công việc tìm mua quyền phát hành Tetris trên dòng máy cầm tay. Sau khi đàm phán thất bại với Atari, Rogers bắt đầu liên lạc với Stein vào tháng 11 năm 1988. Stein đồng ý kí kết hợp đồng, nhưng báo lại với Rogers rằng ông phải xin ý kiến Elorg trước khi tiếp tục thương thảo. Rogers bắt đầu nghi ngờ Stein đang vi phạm hợp đồng sau một vài lần liên lạc.
Vào tháng 2 năm 1989, Rogers đến Liên Xô và bất ngờ xuất hiện tại văn phòng Elorg khi chưa được mời đến để thương thảo với Elorg về việc mua quyền phát hành. Các bên bắt đầu đàm phán vào ngày hôm sau; Stein và quản lý Mirrorsoft là Kevin Maxwell cùng đặt lịch hẹn với Elorg mà không liên lạc gì với nhau. Rogers kết bạn với Pajitnov khi cả hai cùng đánh cờ vây, và nhờ đó Pajitnov đã ủng hộ Rogers trong suốt thời gian đàm phán. Rogers giải thích rằng ông muốn mua quyền xuất bản Tetris trên dòng máy Game Boy. Sau khi nhanh chóng đạt được thỏa thuận với chủ tịch Elorg Nikolai Belikov, Rogers đã cho Belikov xem băng trò chơi Tetris cho dòng máy Famicom. Vì Belikov nghĩ rằng Elorg mới chỉ bán quyền phát hành Tetris trên máy tính, ông cho rằng Rogers đã phát hành trò chơi trái phép. Rogers bắt đầu giải thích rằng ông mua bản quyền từ Atari Games, còn Atari Games thì kí hợp đồng với Stein.
Vì cảm thông cho hoàn cảnh của Rogers, Belikov vẽ nên chiến thuật để Elorg dành lại bản quyền và đạt được các thỏa thuận có lợi hơn. Vào thời điểm đó, có đến ba công ty cùng tiếp cận Elorg để mua quyền phát hành Tetris. Belikov đưa ra phương án thu hồi quyền phát hành trên dòng máy console và cầm tay của Stein, và thay vào đó bán lại các quyền này cho Nintendo. Rogers đến Hoa Kỳ để thuyết phục chi nhánh Nintendo tại Hoa Kỳ mua quyền phát hành; chủ tịch Minoru Arakawa kí hợp đồng với Elorg với giá trị 500.000 USD, cộng với tiền hoa hồng 0,50 USD trên mỗi bản được bán ra. Sau đó, Elorg gửi lại một bản hợp đồng mới cho Stein; Stein đã vội kí ngay bản hợp đồng này khi còn chưa đọc kĩ. Một điều khoản trong hợp đồng này định nghĩa lại "máy tính" là "cỗ máy có màn hình và bàn phím", và qua đó quyền phát hành trên dòng máy console của Stein bị tước bỏ. Về sau, Stein nhận ra các điều khoản khác của hợp đồng, đặc biệt là các điều khoản về thanh toán phí, là "hỏa mù" được tung ra với mục đích đánh lừa ông.
Vào tháng 3 năm 1989, Nintendo gửi văn bản yêu cầu Atari Games dừng sản xuất phiên bản Tetris dành cho dòng máy Nintendo Entertainment System (NES), là phiên bản cho thị trường Bắc Mỹ của dòng Famicom; động thái này khiến chủ sở hữu của Mirrorsoft là Robert Maxwell bắt đầu gây sức ép với lãnh tụ Liên Xô Mikhail Gorbachev, yêu cầu ông hủy hợp đồng giữa Elorg và Nintendo. Elorg từ chối nhượng bộ bất chấp những lời đe dọa mà Belikov gặp phải; tổ chức này nhấn mạnh những lợi ích nhận được về mặt tài chính so với các thỏa thuận trước đó với Stein và Mirrorsoft. Vào ngày 15 tháng 6 năm 1989, Nintendo và Atari Games bắt đầu bước vào cuộc chiến pháp lý tại tòa án San Francisco. Atari Games muốn chứng tỏ rằng máy NES là một loại máy tính, qua đó khẳng định rằng phiên bản Tetris của Atari Games hợp lệ dựa trên thỏa thuận đã kí; công ty này cho rằng phiên bản Nhật Bản của NES là Famicom có thể được cải biên thành một loại máy tính bằng phụ kiện Family BASIC. Thẩm phán Fern M. Smith bác bỏ lập luận này và cho rằng Mirrorsoft và Spectrum HoloByte chưa từng được cho phép phát hành Tetris trên máy console một cách minh bạch. Vào ngày 21 tháng 6 năm 1989, ông đưa ra án lệnh tạm thời có lợi cho Nintendo; ngày hôm sau, Atari Games dừng bày bán phiên bản Tetris trên NES của công ty này, bỏ lại hàng nghìn băng trò chơi chưa bán trong nhà kho. Do có một bộ phận khách hàng ưa chuộng phiên bản này hơn phiên bản của Nintendo, một số băng trò chơi Tetris phiên bản Atari Games đã qua sử dụng đã được bán lại với giá lên đến 300 USD.

### Hậu cuộc chiến pháp lý,Tetrisxuất hiện trên Game Boy và NES (1989-1996)

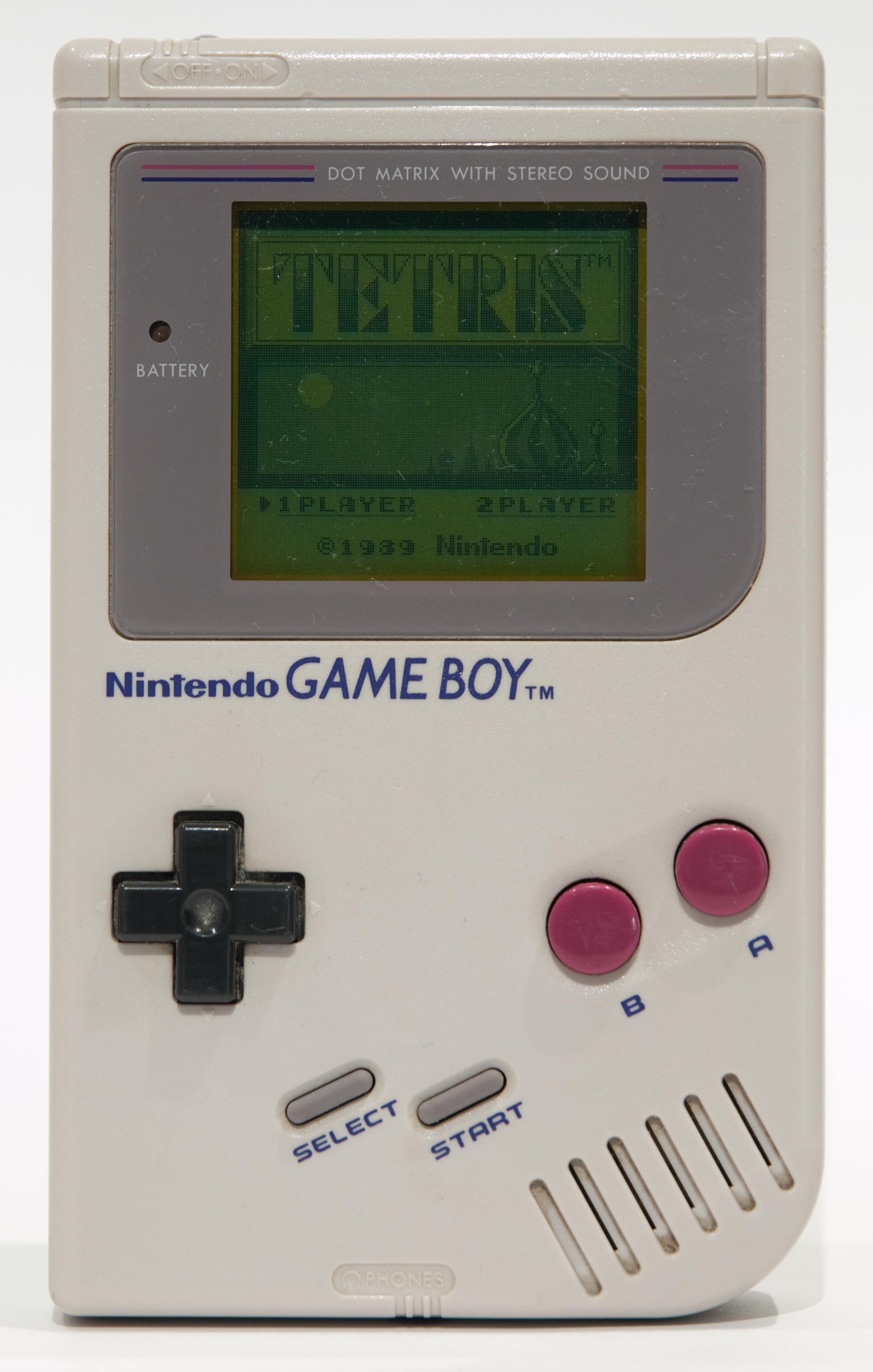
Tetris trên Game Boy

Phiên bản Tetris trên Game Boy được phát hành tại Nhật Bản vào ngày 14 tháng 6 năm 1989, và được phát hành vào ngày 31 tháng 7 năm 1989 tại Hoa Kỳ dưới dạng trò chơi đi kèm với máy. Phiên bản Tetris cho máy NES cũng được phát hành cùng năm. Cả hai phiên bản đều đạt được thành công về mặt thương mại. Phiên bản Game Boy là trò chơi được quảng bá nhiều nhất trong số các trò chơi dành cho Game Boy, trở thành trò chơi đột phá của nền tảng này; phiên bản này thu được 80 triệu USD doanh thu và đẩy mạnh danh tiếng của cả Tetris lẫn dòng máy Game Boy. Phiên bản Game Boy là phiên bản đạt được thành công vang dội nhất về mặt thương mại, đồng thời được nhiều người coi là phiên bản Tetris hay nhất. Phiên bản NES được liệt kê trên danh sách những trò chơi nổi tiếng nhất của Nintendo trong thời gian hơn một năm. Tính đến thời điểm hiện tại, đã có 35 triệu bản của phiên bản Game Boy được bán ra, và phiên bản NES có 8 triệu bản được bán ra.
Nhờ vào lịch sử pháp lý của quyền xuất bản của Tetris, Pajitnov đã đạt được tiếng tăm nhất định tại phương Tây. Ông thường xuyên được các nhà báo và nhà xuất bản mời đến phỏng vấn; thông qua những người này, ông phát hiện ra rằng có hàng triệu bản Tetris được bán ra trên khắp thế giới, tuy nhiên ông không nhận được một đồng nào. Pajitnov tự hào về trò chơi mình đã tạo ra; ông coi trò chơi là "một vị sứ giả điện tử của lòng bác ái". Tháng 1 năm 1990, Spectrum HoloByte mời Pajitnov đến tham dự Hội chợ Điện tử Gia dụng; tại đây, Pajitnov lần đầu được trải nghiệm cuộc sống tại Hoa Kỳ. Sau một thời gian thích nghi, ông bắt đầu khám phá văn hóa Mỹ ở nhiều thành phố lớn, trong đó có Las Vegas, San Francisco, Thành phố New York và Boston. Ông tham gia vào nhiều cuộc phỏng vấn, trong đó có cả phỏng vấn với ban giám đốc của chi nhánh Nintendo tại Hoa Kỳ. Ông kinh ngạc trước sự tự do và những điểm mạnh của xã hội phương Tây, và ông thường hay kể lại những câu chuyện về thời gian ông đến phương Tây với các đồng nghiệp sau khi trở về Liên Xô. Ông nhận ra rằng tại Nga không có thị thường cho phần mềm của họ.
Năm 1991, nhờ có sự hỗ trợ của Rogers, gia đình Pajitnov di cư đến Seattle, Hoa Kỳ; tại đây, ông làm công việc thiết kế trò chơi điện tử tự do. Trong khoảng thời gian này, Pajitnov tạo ra một số trò chơi có thiên hướng giống với Tetris. Welltris (1990) biến khung trò chơi thành bốn bức tường tạo thành một ống chữ nhật dạng ba chiều, còn Hatris (1990) và Faces...tris III (1991) thay thế những viên gạch dạng tetromino bằng những chiếc mũ và khuôn mặt. Mặc dù các trò chơi này đều được đánh giá tích cực và thành công về mặt thương mại, trong đó Faces...tris III nhận được giải thưởng "Trò chơi Hành động/Arcade hay nhất" tại giải thưởng Excellence in Software vào năm 1991, cả ba trò chơi đều không thể tái hiện được sự thành công vang dội của Tetris. Vào thời gian này, một số phiên bản Tetris được sản xuất mà không có sự tham gia của Pajitnov cũng xuất hiện, bao gồm Super Tetris (1991) của Spectrum HoloByte, Tetris 2 + BomBliss (1991) và Tetris Battle Gaiden (1993) của Bullet-Proof Software, và Tetris 2 (1993) của Nintendo.

### The Tetris Company và Blue Planet Software (1996-2014)

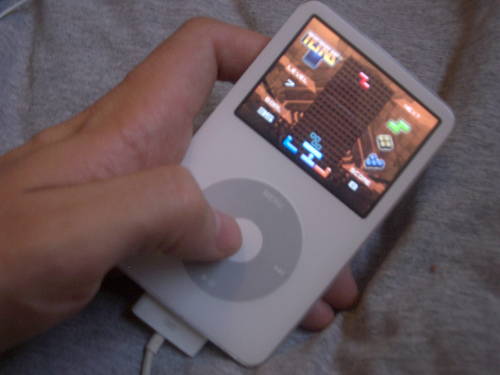
Tetris trên iPod thế hệ 5 (2006)

Quyền sở hữu Tetris của Viện Khoa học hết hạn vào năm 1995, qua đó quyền sở hữu trò chơi về lại với Pajitnov. Vì lo sợ rằng Elorg, lúc này đã là một công ty tư nhân dưới sự lãnh đạo của Belikov sau khi Liên Xô sụp đổ vào năm 1991, sẽ cố dành quyền sở hữu Tetris, Pajitnov đã nhờ Rogers giúp mình giữ đảm bảo quyền sở hữu. Rogers thành lập công ty The Tetris Company, trong đó quyền sở hữu được chia đều giữa Elorg và công ty mới của Rogers là Blue Planet Software. Năm 2005, Rogers mua lại Elorg và đổi tên công ty thành Tetris Holding. Kể từ khi được thành lập, The Tetris Company duy trì quy định về tiêu chuẩn đối với các phiên bản Tetris được công ty này cấp phép, và Blue Planet Software đóng vai trò bên đại diện cho thương hiệu Tetris. The Tetris Company cũng thực thi quyền tác giả đối với các phiên bản sao chép chưa được cấp phép; ví dụ, trong vụ Tetris Holding, LLC kiện Xio Interactive, Inc. vào năm 2012, thẩm phán đã phán quyết rằng trò chơi Mino trên nền tảng iOS đã vi phạm bản quyền Tetris, dựa trên yếu tố hình thức và cảm nhận.
Pajitnov và Rogers mong muốn giữ cho Tetris luôn mới mẻ và được đổi mới bằng các chiều hướng mới, trong đó Tetrisphere, được phát triển bởi H2O Entertainment và phát hành ngày 11 tháng 8 năm 1997, là một ví dụ cho sự đổi mới vào thời gian này. Trò chơi yêu cầu người chơi xoay một khối cầu dạng ba chiều để đặt các viên gạch lên. Tetrisphere là trò chơi giải đố đầu tiên cho dòng máy Nintento 64 và đã thu hút được một cộng đồng các tín đồ hâm mộ. David Crookes từ tờ Retro Gamer đã gọi Tetrisphere là "minh chứng cho việc ý tưởng chủ đạo của Tetris có thể được cải tiến và hiện đại hóa mà vẫn trung thành với bản gốc". Tetris 64 (1998), một trò chơi khác trên Nintendo 64 chỉ được phát hành tại thị trường Nhật Bản, cho phép bốn người chơi cùng chơi một lúc; đây cũng là trò chơi duy nhất sử dụng cảm biến Bio Sensor của Nintendo 64, bằng cách thay đổi trải nghiệm chơi dựa trên nhịp tim của người chơi. Trên các nền tảng khác, các trò chơi Tetris Plus (1996), Tetris DX (1998), and The Next Tetris đã tạo thêm các chế độ chơi mới, còn trên nền tảng arcade,Tetrisː The Grand Master (1998) hướng đến các người chơi có kinh nghiệm. 
Theo Rogers, The Tetris Company bắt đầu chuẩn hóa các tính năng không có trong các phiên bản đầu tiên nhằm hỗ trợ các người chơi mới. Các tính năng này bao gồm tính năng "giữ" một viên gạch để dùng sau trong The New Tetris, tính năng xoay "easy spin" và hệ thống xoay "Super Rotation System" (SRS) trong Tetris Worlds (2001), và hệ thống tính điểm trong Tetris DS (2006). Các nhà phê bình chỉ trích Tetris Worlds vì tính năng xoay "easy spin", do người chơi có thể lợi dụng tính năng này để cho các viên gạch rơi chậm hơn bằng cách liên tục xoay. Tính năng này được thêm vào bản quy định Tetris chính thức, mặc dù vấp phải tranh cãi và cá nhân Pajitnov không thích tính năng này. Hệ thống "Super Rotation System" (SRS) cũng lần đầu xuất hiện trong Tetris Worlds; hệ thống này chỉ định vị trí khi xoay của các viên gạch và được sử dụng trong hầu hết các phiên bản sau đó.
Năm 2001, G-Mode trở thành công ty đầu tiên nhập Tetris lên thiết bị di động. Năm 2002, Rogers thành lập công ty Blue Lava Wireless, với mục đích phát triển các phiên bản Tetris cho thiết bị di động. JAMDAT mua lại Blue Lava Wireless vào tháng 4 năm 2005, qua đó dành được quyền phát hành Tetris trên các thiết bị di động trong thời hạn 15 năm. Trong khi Tetris vẫn còn đang bán chạy trên nền tảng điện thoại di động tại Hoa Kỳ, công ty Electronic Arts (EA) khởi động thương vụ mua lại JAMDAT vào tháng 12 năm 2005; thương vụ hoàn tất vào tháng 2 năm 2006 và quyền phát hành Tetris trên thiết bị di động được chuyển về cho EA. EA Mobile cho ra mắt phiên bản dành cho iPod 5G trên iTunes store vào ngày 11 tháng 9 năm 2006, và cho ra mắt phiên bản cho iOS trên Apple App Store vào ngày 10 tháng 7 năm 2008. Tính đến tháng 1 năm 2010, các phiên bản Tetris trên điện thoại di động của EA đã có tổng cộng 100 triệu lượt tải xuống có trả phí, qua đó đưa Tetris trở thành trò chơi cho thiết bị di động bán chạy nhất mọi thời đại.

### Maya Rogers kế nghiệp vàTetrisnổi tiếng trở lại (2014-nay)

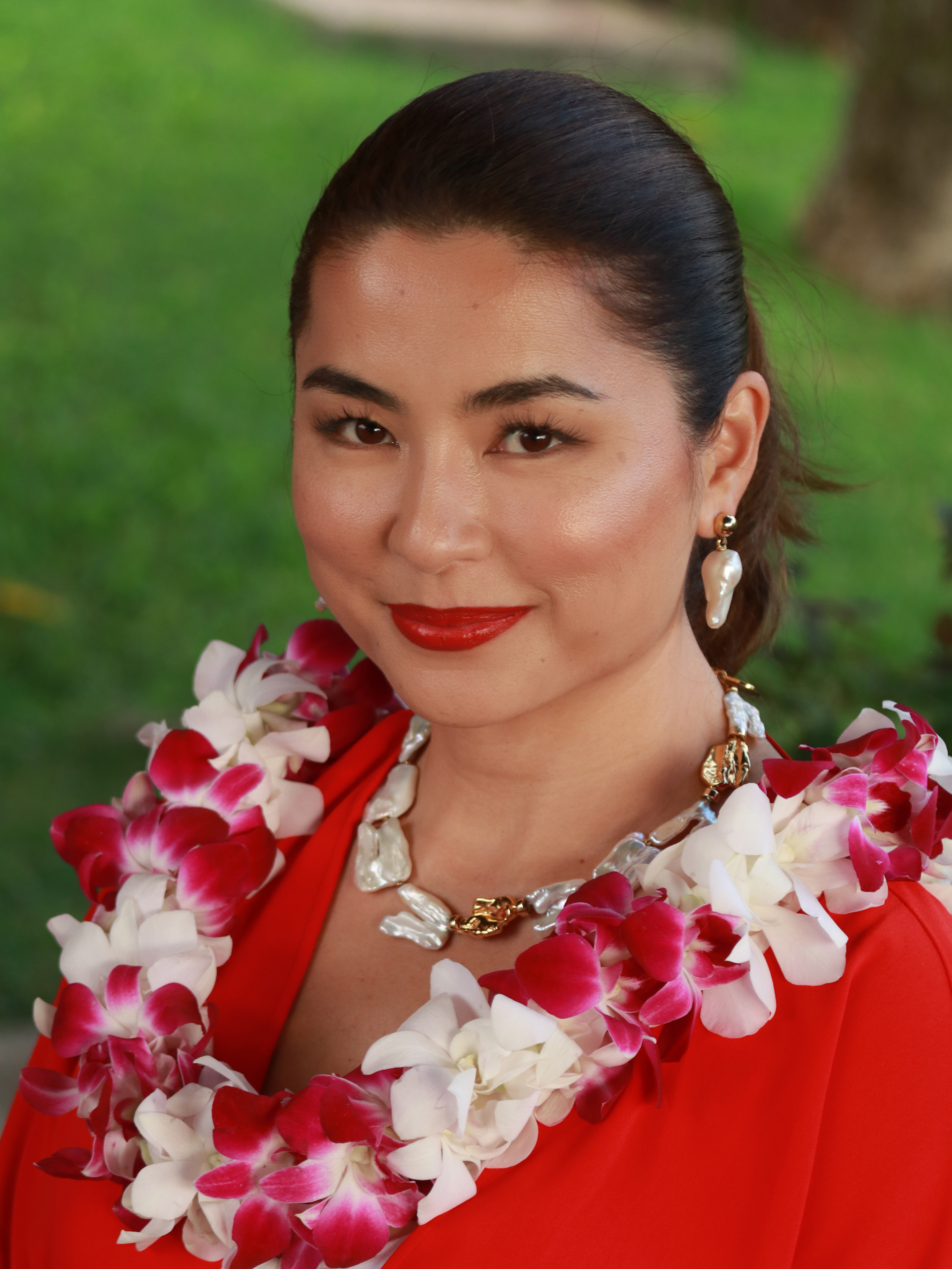
Maya Rogers (ảnh chụp năm 2022) kế nghiệp cha mình và trở thành CEO của Blue Planet Software vào tháng 1 năm 2014.

Maya Rogers, con gái của Henk Rogers, kế nghiệp cha mình và trở thành CEO của Blue Planet Software vào tháng 1 năm 2014, sau khi đã làm việc tại công ty được 8 năm. Hoạt động đầu tiên của cô dưới cương vị CEO là chuẩn bị các hoạt động cho ngày kỉ niệm sinh nhật thứ 30 của Tetris. Trong một cuộc phỏng vấn với VentureBeat vào tháng 6 năm 2014, Maya cho biết rằng cô muốn mở rộng thương hiệu Tetris thông qua các hoạt động như buôn bán văn hóa phẩm Tetris, đồng thời với việc giữ cho trò chơi luôn mới mẻ. Chủ đề của cô dành cho kỉ niệm sinh nhật thứ 30 của Tetris là "We All Fit Together" (Chúng ta đều hòa hợp với nhau). Vào ngày 6 tháng 2 năm 2014, Sega cho ra mắt Puyo Puyo Tetris, một trò chơi kết hợp giữa Tetris và Puyo, trên nhiều nền tảng tại Nhật Bản. Puyo Puyo Tetris bán ra được hơn 60,000 trong tuần đầu tiên, trong đó phiên bản cho Nintendo 3DS trở thành trò chơi bán chạy thứ hai trong tuần phát hành, theo dữ liệu từ 4Gamer.net. Ubisoft cho ra mắt Tetris Ultimate trên Nintendo 3DS vào tháng 11 năm 2014, và trên PlayStation 4 và Xbox One vào tháng 12 năm 2014. Tetris Ultimate vấp phải một số đánh giá trái chiều, tuy nhiên chế độ nhiều người chơi trực tuyến lại được đón nhận tích cực.
Vào cuối thập niên 2010, Tetris bắt đầu nổi tiếng trở lại với hai trò chơi mới ra mắt là Tetris Effect và Tetris 99. PCMag cho rằng trò chơi bắt đầu nổi tiếng trở lại nhờ vào việc Puyo Puyo Tetris được phát hành tại thị trường phương Tây vào năm 2017; tại thị trường này, Puyo Puyo Tetris đã nhận được nhiều đánh giá tích cực và bán ra được hơn 1,4 triệu bản trên toàn thế giới, tính đến tháng 11 năm 2020. Tetris Effect, được phát triển bởi Monstars và Resonair và phát hành bởi Enhance Games, ra mắt trên dòng máy PlayStation 4 vào ngày 9 tháng 11 năm 2018, và ra mắt trên Windows vào ngày 23 tháng 7 năm 2019; trò chơi này nhận được nhiều lời khen ngợi từ giới phê bình nhờ vào hình ảnh ấn tượng và tác động cảm xúc mạnh mẽ đem đến cho người chơi. Tetris 99 là một phiên bản Tetris dạng "đấu trường sinh tồn", được phát hành riêng cho những người đăng ký dịch vụ Nintendo Switch Online vào ngày 13 tháng 2 năm 2019 sau khi bất chợt được công bố trên Nintendo Direct. Tetris 99 nhận được đánh giá tích cực và trở thành trò chơi đột phá của dịch vụ Nintendo Switch Online; theo chủ tịch Nintendo Shuntaro Furukawa, đã có 2,8 triệu người đăng ký Nintendo Switch Online chơi Tetris 99 trong những tháng đầu sau khi trò chơi được phát hành.
Tháng 1 năm 2020, EA thông báo rằng quyền phát hành Tetris trên thiết bị di động của công ty này sẽ hết hạn vào ngày 21 tháng 4 năm 2020, và sau ngày này các phiên bản Tetris của công ty này sẽ dừng hoạt động. Vào ngày 23 tháng 1 năm 2020, nhà phát triển N3twork cho ra mắt các phiên bản Tetris được cấp phép trên iOS và Android; hai phiên bản này có tổng cộng 30 triệu lượt tải về vào thời điểm công ty trò chơi casino trên mạng xã hội PlayStudios mua lại quyền phát hành Tetris trên thiết bị di động vào tháng 11 năm 2021. Vào ngày 28 tháng 3 năm 2023, PlayStudios tích hợp thêm chương trình đổi điểm thưởng playAwards của công ty này vào các phiên bản Tetris, qua đó cho phép người chơi đổi thưởng bằng điểm thưởng tích lũy được khi chơi Tetris.

## Các phiên bản
Trong suốt thời gian tồn tại, Tetris đã xuất hiện trên nhiều nền tảng khác nhau, trong đó bao gồm nhiều dòng máy console, máy tính cá nhân, điện thoại thông minh và các thiết bị khác. Tính đến hiện tại, Kỷ lục Thế giới Guinness công nhận Tetris là trò chơi điện tử có nhiều phiên bản và xuất hiện trên nhiều nền tảng nhất, với hơn 220 phiên bản trên hơn 70 nền tảng khác nhau. Cách chơi chính của Tetris hầu hết được giữ nguyên giữa các phiên bản khác nhau. Từ năm 1996, The Tetris Company bắt đầu phát hành và duy trì một bản quy định về các tiêu chuẩn đề ra cho các phiên bản Tetris được cấp phép và cập nhật bản quy định này hàng năm; Pajitnov coi bản quy định này là nơi khởi điểm cho các phiên bản chứ không phải là các yêu cầu cứng nhắc. Một số cơ chế của Tetris dần thay đổi theo thời gian; ví dụ, các phiên bản cũ tạo chuỗi các viên gạch xuất hiện một cách hoàn toàn ngẫu nhiên, trong khi các phiên bản mới sử dụng cơ chế dạng "túi", trong đó chuỗi các viên gạch được chia nhỏ thành các chuỗi con liền nhau chứa cả bảy dạng viên gạch, và thứ tự của các viên gạch được tráo ngẫu nhiên trong các chuỗi con này. Các cơ chế được chuẩn hóa trong các phiên bản mới bao gồm cơ chế giữ lại một viên gạch để dùng sau (xuất hiện lần đầu trong The New Tetris, phát hành năm 1999), và hệ thống SRS và cơ chế xoay vô cực (xuất hiện lần đầu trong Tetris Worlds, phát hành năm 2001).
Phiên bản Tetris gốc trên Elektronica 60 hoàn toàn không có nhạc nền. Phiên bản của Spectrum HoloByte sử dụng các bản nhạc Nga cổ điển, trong đó bao gồm bản "Trepak" từ vở Kẹp Hạt Dẻ của Pyotr Ilyich Tchaikovsky và bản "Vũ điệu thủy thủ Nga" trong vở Hoa anh túc (ballet) của Reinhold Glière. Lựa chọn này của Spectrum HoloByte có khác biệt lớn so với các phiên bản Tetris khác vào thời điểm đó: phiên bản Commodore 64 của Mirrorsoft tại châu Âu sử dụng nhạc nền mang âm hưởng không khí, trong khi phiên bản arcade của Sega tại Nhật Bản sử dụng nhạc nền synthesizer được lấy cảm hứng từ nhạc pop. Phiên bản trên NES và Game Boy của Nintendo cũng sử dụng các bản nhạc Nga làm nhạc nền. Phiên bản NES có ba nhạc nền khác nhau: bản nhạc A là bản "Vũ điệu của Nàng tiên Kẹo bi" trong vở Kẹp Hạt Dẻ, còn bản nhạc B và C vẫn chưa rõ nguồn gốc. Phiên bản Game Boy sử dụng bài dân ca "Korobeiniki" làm bản nhạc A, một bản nhạc do Hirokazu Tanaka sáng tác làm bản nhạc B, và phần Menuet của Tổ khúc Pháp số 3 của Johann Sebastian Bach làm bản nhạc C. "Korobeiniki" đã trở nên gắn liền với Tetris với vai trò là nhạc nền chính của trò chơi này; đến nay, bản nhạc này được sử dụng trong hầu hết các phiên bản, theo quy định của The Tetris Company.

## Đón nhận

### Doanh số
| Năm phát hành | Trò chơi                   | Nền tảng       | Số bản bán ra |
| ------------- | -------------------------- | -------------- | ------------- |
| 1988          | Tetris (Spectrum HoloByte) | PC             | 1 triệu       |
| 1988          | Tetris (Famicom)           | Famicom        | 2 triệu       |
| 1989          | Tetris (Game Boy)          | Game Boy       | 35 triệu      |
| 1989          | Tetris (NES)               | NES            | 8 triệu       |
| 1996          | Tetris Plus                | PlayStation    | 1,53 triệu    |
| 1997          | Tetrisphere                | Nintendo 64    | 430.000       |
| 2001          | Tetris Worlds              | Nhiều nền tảng | 1,81 triệu    |
| 2006          | Tetris DS                  | Nintendo DS    | 2,05 triệu    |
| 2014          | Puyo Puyo Tetris           | Nhiều nền tảng | 1,4 triệu     |
| 2020          | Puyo Puyo Tetris 2         | Nhiều nền tảng | 293.000       |

Tháng 1 năm 2010, EA Mobile và Blue Planet Software công bố các phiên bản Tetris trên thiết bị di động phát hành từ năm 2005 đã đạt tổng cộng 100 triệu lượt tải về trả phí, qua đó đưa Tetris trở thành trò chơi trên thiết bị di động bán chạy nhất thời điểm đó. Tháng 4 năm 2014, trong một cuộc phỏng vấn với VentureBeat, Rogers cho biết rằng Tetris đã đạt được tổng cộng 425 triệu lượt tải về trả phí và bán được 70 triệu bản vật lý. Tính đến nay, các phiên bản Tetris là series trò chơi điện tử bán chạy thứ hai mọi thời đại, với tổng cộng 520 triệu bản được bán ra, theo The Tetris Conpany. Hầu hết số bản bán ra này là các phiên bản trên thiết bị di động, dựa trên con số mà Rogers đưa ra trong cuộc phỏng vấn vào năm 2014. Vì vậy, một số ấn phẩm cho rằng Tetris là trò chơi điện tử bán chạy nhất mọi thời đại. Phiên bản thành công nhất của Tetris là phiên bản Game Boy, với hơn 35 triệu bản được bán ra; chính phiên bản này cũng được xếp trong số các trò chơi bán chạy nhất mọi thời đại.

### Giải thưởng
Tetris bắt đầu nhận được nhiều giải thưởng kể từ khi mới được phát hành tại phương Tây. Phiên bản của Spectrum HoloByte nhận được ba giải thưởng Excellence in Software của Hiệp hội Nhà phát hành Phần mềm vào năm 1989, trong đó bao gồm giải thưởng Best Entertainment Program và Critic's Choice Award. Macworld xếp Tetris vào Đại sảnh danh vọng Trò chơi của ấn phẩm này vào năm 1988, trong danh mục Trò chơi Chiến thuật Hay nhất. Macworld đã khen ngợi "tính chất gây nghiện" của Tetris và nói rằng "sự đơn giản của trò chơi làm người chơi say mê". Tờ Computer Gaming World trao giải Compute! Choice Award cho trò chơi arcade cho Tetris vào năm 1989; ấn phẩm này gọi Tetris là "trò chơi gây nghiện nhất từ trước đến nay". Tờ Entertainment Weekly" xếp Tetris ở vị trí thứ tám trong danh sách những trò chơi hay nhất trong năm 1991, và nêu rằng "Nhờ vào nỗ lực quảng bá không ngừng nghỉ của Nintendo, Tetris đã trở thành một trong những trò chơi nổi tiếng nhất".

### Sách
- Ackerman, Dan (2016). The Tetris Effect: The Game that Hypnotized the World (bằng tiếng Anh). New York: PublicAffairs. ISBN 978-1-61039-611-0. OCLC 943694339 – qua Internet Archive.
- Goldberg, Harold (2011). "Falling Blocks, Rising Fortunes". All Your Base are Belong to Us. New York: Three Rivers Press. tr. 74–89. ISBN 978-0-307-46355-5 – qua Internet Archive.
- Ichbiah, Daniel (2009). "IV: Tetris". La saga des jeux vidéo (bằng tiếng Pháp) . Triel-sur-Seine: Pix'n love éd. tr. 71–85. ISBN 978-2-918272-02-1. OCLC 1194432922 – qua Internet Archive.
- Kent, Steven L. (2001). "Tetris". The Ultimate History of Video Games: From Pong to Pokémon and Beyond—The Story Behind the Craze That Touched Our Lives and Changed the World (bằng tiếng Anh). New York: Three Rivers Press. tr. 377–381. ISBN 978-0-7615-3643-7. OCLC 47254175 – qua Internet Archive.
- Loguidice, Bill; Barton, Matt (2009). "Tetris (1985): Casual Gaming Falls Into Place". Vintage Games: An Insider Look at the History of Grand Theft Auto, Super Mario, and the Most Influential Games of All Time (bằng tiếng Anh). Amsterdam: Focal Press. tr. 291–301. ISBN 978-0-240-81146-8 – qua Internet Archive.
- Plank, Dana (ngày 25 tháng 7 năm 2022). "Tetris". Trong Perron, Bernard; Boudreau, Kelly; Wolf, Mark J.P.; Arsenault, Dominic (biên tập). Fifty Key Video Games (bằng tiếng Anh) . New York: Routledge. tr. 268–274. doi:10.4324/9781003199205. ISBN 978-1-003-19920-5.
- Sheff, David; Eddy, Andy (1999). "From Russia With Love". Game Over: Press Start to Continue (bằng tiếng Anh). Wilton, CT: GamePress. tr. 295–348. ISBN 978-0-966-96170-6. OCLC 1190934258 – qua Internet Archive.

### Phim tài liệu
- Linneman, John (ngày 14 tháng 11 năm 2018). DF Retro: Tetris!. Digital Foundry. Truy cập ngày 7 tháng 12 năm 2024 – qua YouTube.
- Pajitnov, Alexey; Rogers, Henk (ngày 26 tháng 4 năm 2023). Unsolved Tetris Mysteries With Creator Alexy Pajitnov & Designer Henk Rogers. Ars Technica. Truy cập ngày 7 tháng 12 năm 2024 – qua YouTube.
- Temple, Magnus (2004). Tetris: From Russia with Love. BBC.